# Music forest
『music forest』（ミュージックフォレスト）は、CROSS FMで放送されている音楽番組(フィラー番組)である。
全編英語での挨拶および曲解説・紹介を実施。掛かる曲も英語歌詞の曲が多かったが、2007年5月頃から日本語の曲も掛かるようになった。毎時および30分ごとに時報をMusic Clockで流す。

## 放送時間
いずれも日本標準時。2024年2月第1週時点でのデータを記載。
- 月曜（5:00 - 6:15、21:00 - 24:00）
- 火曜（1:00 - 6:15、20:00 - 24:00）
- 水曜（0:00 - 6:15、21:00 - 24:00）
- 木曜（0:00 - 6:15、22:00 - 24:00）
- 金曜（0:00 - 6:15）
- 土曜（0:30 - 6:29、22:00 - 23:00）
- 日曜（1:00 - 6:29、14:00 - 17:00、21:30 - 22:00、23:00 - 24:00）